# Мирто (ликёр)

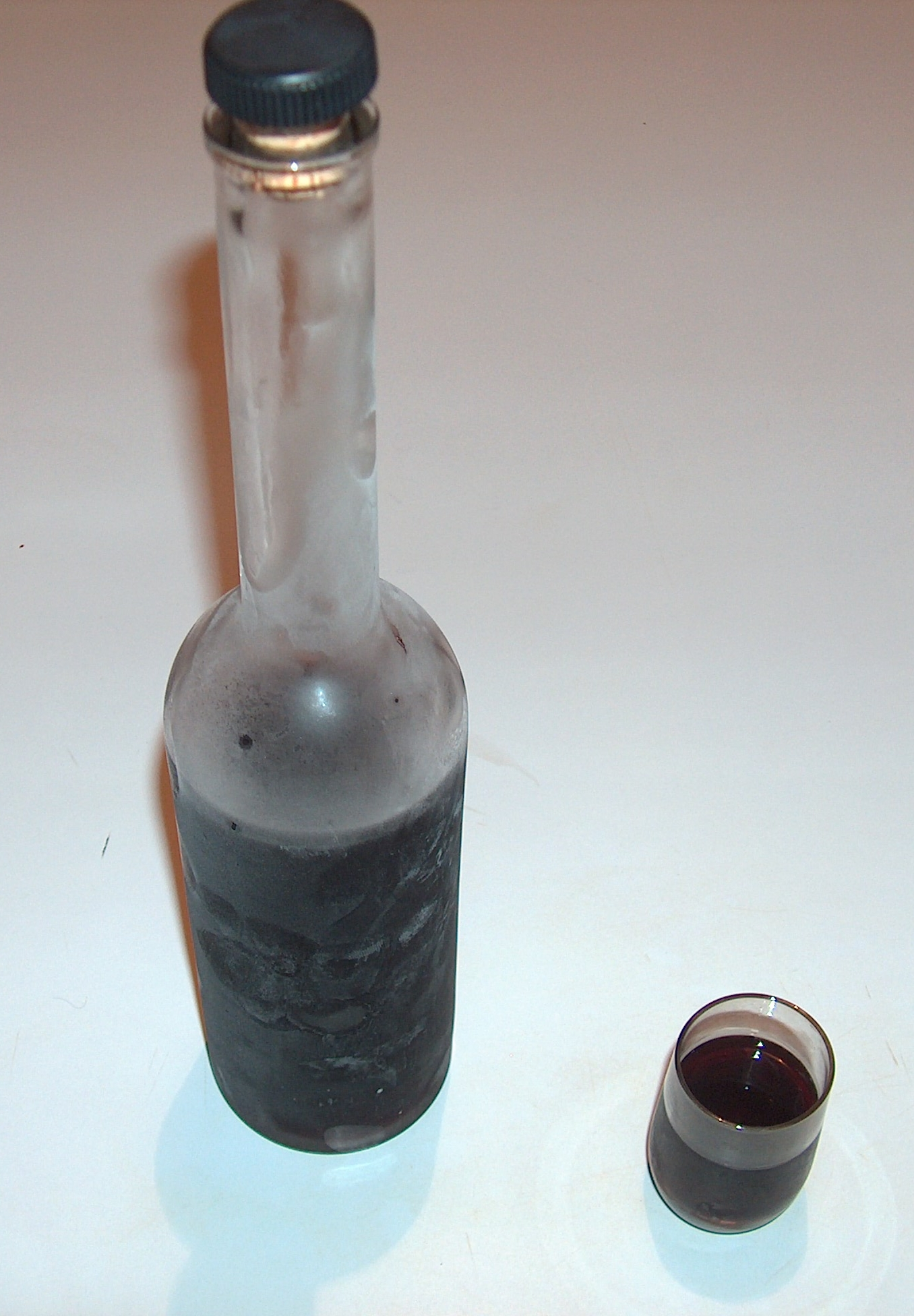
Ликёр мирто домашнего изготовления

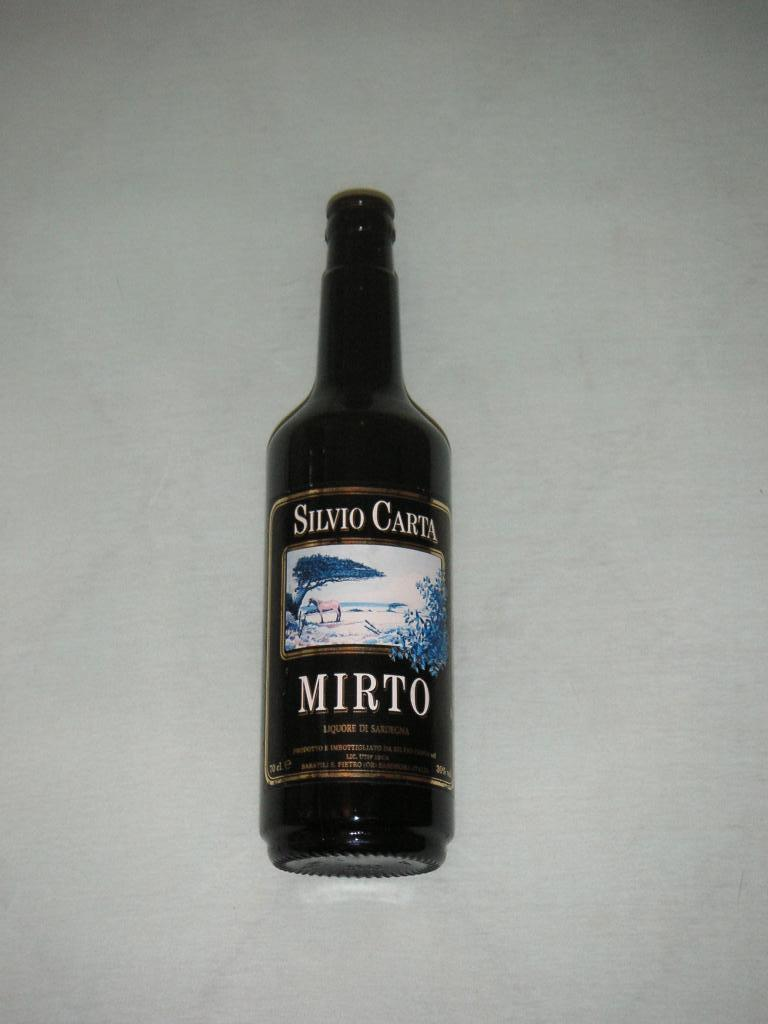
Бутылка ликёра мирто

Мирто (итал. liquore di mirto, сард. licòre/-i de murta, корс. licòr di mortula) — итальянский ликёр крепостью от 28% до 35%, приготовленный из ягод мирта — вечнозелёного кустарника, широко распространённого в странах Средиземноморья.
Ликёр мирто традиционно производится на средиземноморских островах Сардиния и Корсика.
Существуют две основные разновидности этого напитка:
- мирто россо (итал. mirto rosso) из зрелых тёмноокрашенных ягод, содержащих антоциановый пигмент;
- мирто бьянко (итал. mirto bianco) из обесцвеченных ягод, реже из молодых листьев.

Ликёр мирто производится методом мацерации собранных зрелых ягод мирта, иногда с добавлением к ним миртовых листьев.
Свежеприготовленный ликёр бывает тёмно-фиолетового, почти чёрного цвета. Через несколько месяцев его окраска приобретает рубиново-красные оттенки. Через 1-2 года хранения цвет ликёра меняется на коричневый, а его вкусовые качества существенно ухудшаются.
На Сардинии популярен ликёр мирто как домашнего, так и промышленного изготовления. Пить его желательно охлаждённым. Подаётся чаще всего после еды как дижестив, реже в качестве аперитива перед едой.